# Pennellville
Pennellville es un área no incorporada (o conocidas como aldea) ubicada en el condado de Oswego en el estado estadounidense de Nueva York. Pennellville se encuentra ubicada dentro del pueblo de Oswego.

## Geografía
Pennellville se encuentra ubicada en las coordenadas 43°16′57″N 76°16′14″O / 43.28250, -76.27056.